# K. ter Laanprijs
De K. ter Laanprijs is een Nederlandse cultuurprijs, die sinds 1985 jaarlijks wordt uitgereikt door de Stichting 't Grunneger Bouk.
De prijs wordt toegekend aan mensen en instellingen die zich verdienstelijk hebben gemaakt op het gebied van de Groninger taal en cultuur. De prijs is genoemd naar een voorvechter daarvan, de schrijver en politicus Kornelis ter Laan (1871–1963). Tot 2014 werd de prijs jaarlijks toegekend. Daarna werd het een tweejaarlijkse prijs. Sinds 2019 wordt de prijs weer ieder jaar verleend.
De prijs bestaat uit een geldbedrag van duizend euro en een bronzen beeldje.

## Winnaars
- 1985: Lianne Abeln en David Hartsema[1]
- 1986: Ede Staal[2] (bij leven toegekend, postuum uitgereikt)
- 1987: dr. P.J. van Leeuwen[3]
- 1988: Fré Schreiber[4]
- 1989: Wim Faber[5][6]
- 1990: Harm van der Veen[7][8]
- 1991: ds. Engel Jan Struif[9][10]
- 1992: Toal en Taiken[11]
- 1993: Theatergroep Waark[12]
- 1994: dr. Jan J. Boer[13]
- 1995: De Bende van Baflo Bill[14]
- 1996: Stichting Kostverloren[15]
- 1997: Muziekgroep Törf[16]
- 1998: Cees Reinders[17]
- 1999: Reint Wobbes[18][19]
- 2000: Op Roakeldais[20]
- 2001: An Kuiper[21]
- 2002: Stichting Oude Groninger Kerken[22]
- 2003: Eltje Doddema[23]
- 2004: Streekhistorisch Centrum Stadskanaal[24]
- 2005: Wia Buze[25]
- 2006: Willem Friedrich[26]
- 2007: Hanny Diemer en Frits Pleiter[27]
- 2008: Bijbelvertalers van de Liudgerstichten [28]
- 2009: Historische Vereniging Stad & Lande[29]
- 2010: Alex Vissering[30]
- 2011: Gert Sennema[31]
- 2012: Aafke Steenhuis[32]
- 2013: Hans van der Lijke[33]
- 2016: Marcel Hensema[34]
- 2017: Jan Veldman, schrijver, zanger en acteur[35][36]
- 2018: Bert Hadders, muzikant en cultureel ondernemer[37][38]
- 2019: Martin Hillenga[39]
- 2020: niet toegekend vanwege de coronapandemie
- 2021: Erwin de Vries[40]
- 2022: Jan Veldman[bron?]
- 2024: Henk Puister[41]